# Peščeni šaš
Peščeni šaš (znanstveno ime Carex arenaria) je predstavnik šašev, ki raste ob rečnih obrežjih in morjih v posebej v Evropi. Zraste od 15 do 30 cm v višino. Cveti maja in junija, nabira pa se marca in aprila. Aromatičen rizom z aromo, podobno terpentinu, doseže tudi do 10 m v dolžino in debelino približno 2 mm.

## Uporaba
Uporabljajo se podzemni deli. Iz njega se pripravi zvarek ali hladen izvleček. Rastlina vsebuje salicilate, zato naj bi povzročala izločanje potu, blažila bolečine in pomagala pri izločanju seča. Vsebuje tudi veliko kremenčeve kisline, zato jo uporabljajo pri pljučni tuberkolozi.